# Villa Billa

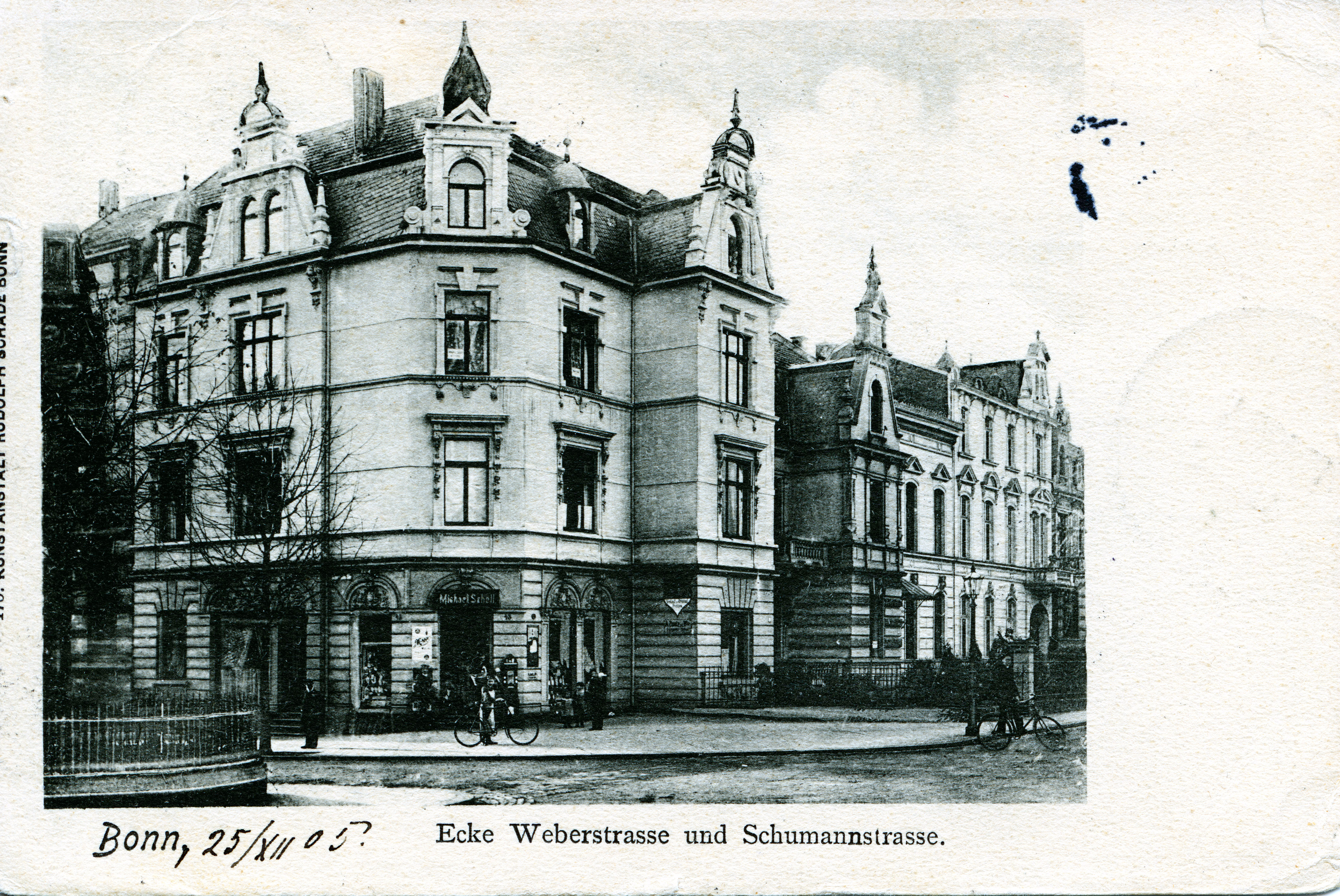
Auf dieser Postkarte von 1905 ist hinten rechts die Villa Billa in der Bonner Südstadt in der Weberstraße Nr. 49 abgebildet, die in ihrem damaligen Aussehen – z. B. bei den Ornamenten über den Fenstern – große Ähnlichkeit mit dem davorliegenden, niedrigeren Nachbarhaus Nr. 47 hatte. Die Villa Billa wurde 1938 abgerissen.

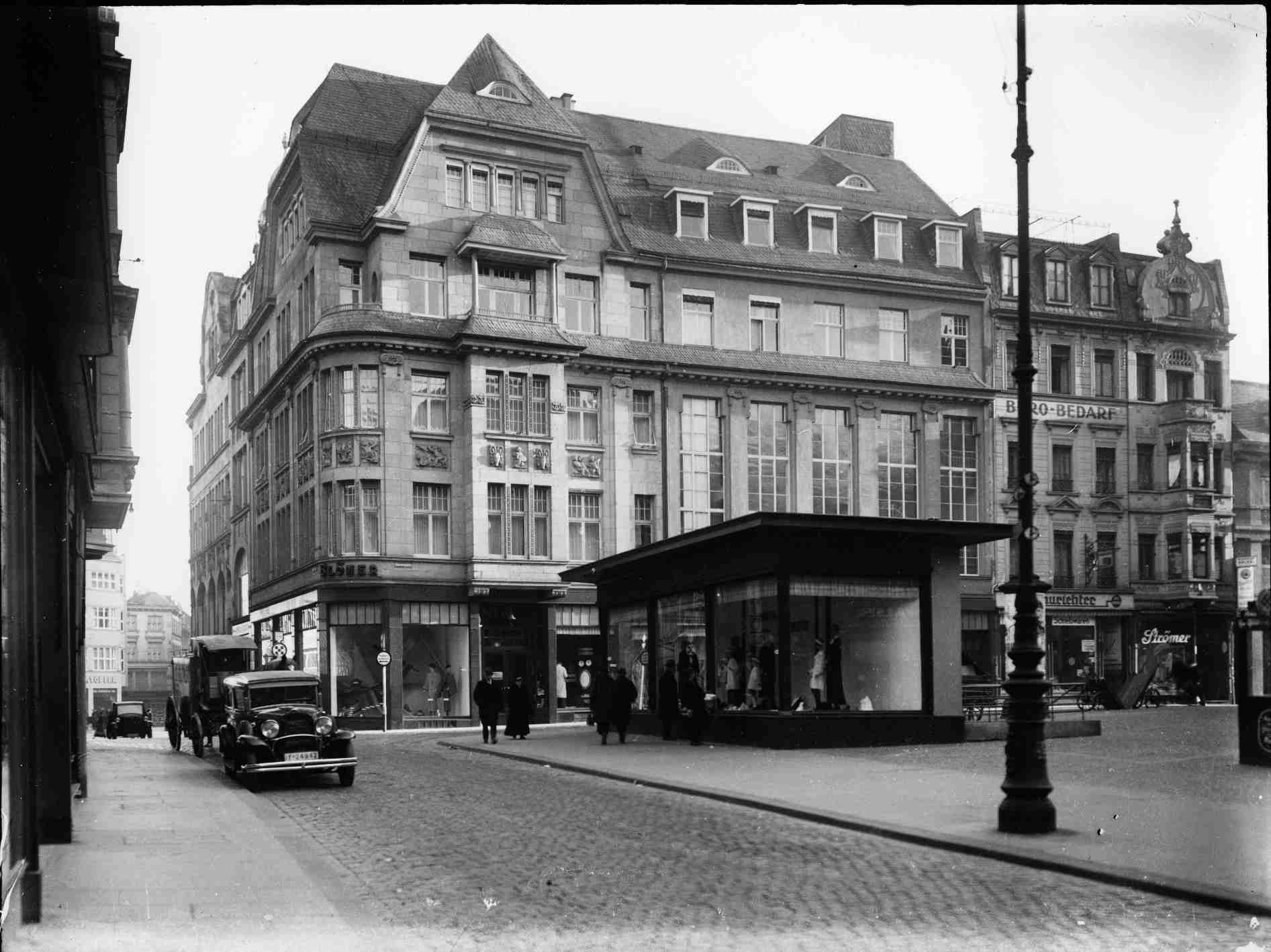
Der frühere Römerplatz (später in Remigiusplatz umbenannt) im Jahre 1939. In dem Bereich, der durch den Ausstellungspavillon verdeckt ist, hatte Sibilla Schmitz 1900 ihr Geschäft im Haus Römerplatz Nr. 6, das später in den Neubau des Blömerhauses aufging.

Villa Billa ist ein Schunkel-Walzer in kölscher Mundart des Kölner Komponisten Willi Ostermann. Das Lied erzählt vom plötzlichen Reichtum der Bonner Marktfrau Sibilla Schmitz (Schmitze Billa). Das Stück wurde 1913 veröffentlicht und ist bis heute ein Klassiker im Karneval – auch interpretiert von der Gruppe Bläck Fööss.

## Liedtext
Fünfundzwanzigdausend Mark(= 150.-- Reichsmark im Monat x 14 Jahre Alimente = 25 Tsd.Mark) kräg et Billa Schmitz

usbezahlt op eine Knall ("das anzügliche Verb "knallen"), un wat meint ihr jitz?

Eeztens jov et Bell om Maat seinen Laden auf,

zweitens wood en Poppelsdorf (der Bonner Stadtbezirk beinhaltet das anzügliche Verb: "poppen") sich en Huus jekauf.

Wat hückzodag nit üvver Naach (in einer Liebesnacht) der Minsch sich verändere kann.

Jetz hät dat Schmitzen Billa

En Poppelsdorf en Villa.

Et hät en eijen Huus, dat Bell es fein erus!

Janz jenau die Villa es wie e Rotschildhuus,

blos dat se nit jrad su jroß un su fein süht us.

Fählt die Plaaz och, wo mer söns stellt die Autos hin,

weiß et Bell doch vill dovun, wat Garagen (Verkehrsgebäude, allseitig umschlossen, mit einer vorderen Ein-und Ausfahrt) sin.

Wenn och nit janz dat Huus vun Jlanz, trotzdäm heisch et hück üvverall:

Jetz hät dat Schmitze Billa...

Wenn beim Bell Jesellschaff es, kommt Besuch aus Köln,

um die Villa Poppelsdorf auf d’r Kopp zu stell’n.

Nit en Seid, nä en Kattun un mem Koppdoch ahn,

jitt sich dann däm Bell zu Ihr do de Maathall dran.

Eez singk et Ann su laut et kann, die andere setze dann en:

Jetz hät dat Schmitze Billa...

Wenn et Bell su vöran mäht, doht es nit mieh lang,

nimmb dat met dä Kühl und Kröpp singe ahle Jang.

Statt als Hausbesitzerin brängk et Billa dann

Koonschloot un Andivius widder an d’r Mann.

Doch vör d’r Hand do hält it stand, wat später kütt es jo egal:

Jetz hät dat Schmitze Billa...

## Inhalt und Hintergrund
Lange Zeit bewegte die Historiker die Frage, wo die Villa Billa in Bonn-Poppelsdorf gestanden hat und wie die „Schmitze Billa“ zu dem plötzlichen Geldsegen und zu der Villa gekommen sein könnte. Zweifellos, so die Biographen, nutzte Ostermann im alltäglichen Leben gemachte Erfahrungen und Begebenheiten, um sie in seinen Liedern zu verarbeiten, sodass man mit Recht annehmen konnte, dass auch in dem Villa-Billa-Walzer ein wahrer Kern steckt. Einen kleinen Hinweis gibt Reinold Louis in seinem 1986 erschienenen Buch Kölnischer Liederschatz, in dem es heißt, Ostermann habe das, was damals „hinter der hohlen Hand“ gemunkelt worden sei, mit dem Lied ans Licht der Öffentlichkeit gebracht. Hiernach hatte ein „Hochwohlgeborener“ aus dem Hause Hohenzollern ein „Malörchen“ (Liebschaft mit Folgen) mit der Billa Schmitz, das er mit jenen 25.000 Mark, die in dem Lied erwähnt sind, vergessen machen wollte.
Bei der Recherche für das Buch Rheinische Unterwelt fand der Autor Udo Bürger aus Remagen in der Kölner Gerichts-Zeitung vom 14. April 1906 einen Artikel, der näheren Aufschluss gibt. In dem Artikel wird über eine viel besuchte Verhandlung der Bonner Strafkammer berichtet, die wenige Tage zuvor stattgefunden hatte. Die Neugier war wahrscheinlich deshalb so groß, weil die beiden angeklagten Frauen zuvor für einiges Aufsehen in Bonn gesorgt hatten. Es handelte sich um Sibilla Schmitz, die schon damals unter dem Namen „Et Schmitze Billa“ allgemein bekannt war, und ihre Tochter Else (Elsa).
Sibilla Henriette Francisca Maria Schmitz war eine gebürtige Bonnerin. Sie kam am 17. Februar 1852 in der damaligen Straße Am Bahnhof 1 als Tochter des Schankwirtes Wilhelm Heinrich Schmitz (1813–1896) und dessen Frau Catharina (1820–1894), geborene Piel, zur Welt.
Dass Louis mit seiner Andeutung einer Liebschaft der Sibilla Schmitz mit einem „Hochwohlgeborenen“ gar nicht so falsch lag, geht aus der Tatsache hervor, dass die am 28. Februar 1882 in Berlin geborene Else Schmitz eine uneheliche Tochter des Ulrich von Schack  (1853–1923, lange in St. Goar wohnhaft) war. Dieser war zwar mit der drei Jahre jüngeren Schwester von Sibilla Schmitz, Gertrud Schmitz, verheiratet, hatte aber auch mit Sibilla ein Verhältnis, aus dem eben das Kind Else hervorging. (Ein Sohn des Grafen, Adolf Friedrich Graf von Schack, wurde später als Widerstandskämpfer beim Aufstand vom 20. Juli 1944 gegen Hitler bekannt).
Else Schmitz legte man in der Gerichtsverhandlung zur Last, sich unter Führung eines falschen Namens, nämlich als Gräfin von Schack, und unter Vorspiegelung falscher Tatsachen in mehreren Fällen Geld und Waren im Gesamtwert von mehr als 210.000 Mark erschwindelt zu haben. Ihre Mutter war der Beihilfe zu diesem Betrug und der Kuppelei angeklagt.
Im Jahre 1896 gründete Sibilla Schmitz in Bonn ein kleines Butter-, Eier- und Käsegeschäft, das sie mit ihrer Tochter Else betrieb, aber schon 1900 aufgeben musste (im Lied Ostermanns ist davon die Rede, dass Sibilla Schmitz einen Laden auf dem Markt aufgegeben habe). Sie zogen innerhalb dieser wenigen Jahre mit ihrem Geschäft mehrmals um (Marktbrücke Nr. 5, Römerplatz Nr. 5 und Römerplatz Nr. 6). In jener Zeit wohnte Sibilla Schmitz in der Fürstenstraße (Nr. 4), 1901 zog sie in die Bachstraße (Nr. 28) und Anfang 1902 in die Kaiserstraße (Nr. 3).
Ein Jahr später siedelte sie mit ihrer Tochter in das Haus um, das als „Villa Billa“ bekannt wurde. Das später abgerissene Haus im Gründerzeitstil befand sich in der Weberstraße Nr. 49: Die „Villa Billa“ befand sich also gar nicht in Poppelsdorf, sondern in der Südstadt. Sibilla Schmitz mietete das Haus in der Absicht an, „möblirte Zimmer an vornehme Herren zu vermiethen“. In Verbindung mit der Anklage der Kuppelei weist dies darauf hin, zu welchem Zweck diese Zimmer gedient haben könnten. Festzuhalten ist, dass Sibilla Schmitz die Villa in der Weberstraße nicht kaufte, wie dem Text Ostermanns zu entnehmen ist, sondern nur anmietete.
Um nun das Geschäft richtig in Gang zu bringen, sollten die Zimmer „recht luxuriös“ ausgestattet werden. Zu diesem Zweck begab sich Tochter Else in einer Droschke zum Geschäftshaus eines Bonner Möbelhändlers und stellte sich als Gräfin Else von Schack vor. Ihre Rechnung über einige Hundert Mark bezahlte sie binnen kurzer Frist in bar. Wenige Tage danach hielt der Wagen der „hübschen jungen Gräfin“ abermals vor der Tür des Möbelgeschäftes. Jetzt erhielt der Kaufmann den Auftrag, mehrere Zimmer in der Weberstraße für annähernd 30.000 Mark auszustatten, die er nie bekam. Auf diese Weise prellte Else Schmitz nicht nur einen weiteren Lieferanten (wieder um rund 30.000 Mark), sondern auch andere Geschäftsleute und Handwerker fast aller Branchen. Diese und weitere ergaunerte Mittel wurden von den beiden Frauen „zum größten Theile leichtsinnig verjubelt und der Rest dazu benutzt, kleinere Schulden zu bezahlen, mit der teuflischen Absicht, um größere zu machen“.
Vielen Bonnern war es ein Rätsel, wie aus den ehemaligen Käseverkäuferinnen so schnell reiche Damen werden konnten. Auch Ostermann wundert sich ja in seinem Lied, wie über Nacht „der Minsch sich verändere kann“. Nicht lange nach der Schließung des Butter-, Eier- und Käsegeschäfts sah man „die Else Schmitz wie eine Gräfin gekleidet in ihrer eigenen Equipage sitzen und selbst kutschiren. In der Weberstraße bewohnte sie mit ihrer Mutter ein herrschaftliches Haus, welches auf das luxuriöseste ausgestattet war.“
Der Staatsanwalt beantragte gegen Else Schmitz und ihre Mutter je drei Jahre Gefängnis. Das Gericht war in seinem Urteil vom 10. April 1906 etwas gnädiger: Else Schmitz erhielt 16 Monate Gefängnis unter Anrechnung von vier Monaten Untersuchungshaft, ihre Mutter kam mit zwei Monaten Gefängnis davon. Nach Verbüßung ihrer Strafe in Köln hielt sich Sibilla Schmitz in Roisdorf auf, 1907 zogen sie und ihre Tochter nach Nideggen. Während Sibilla Schmitz ab August 1908 in Buschdorf ansässig war, begab sich ihre Tochter Anfang des Jahres 1908 auf Reisen und war in Renens und Lausanne zu finden, 1912 dann in Pfaffendorf im Stadtkreis Koblenz.
Obwohl Ostermann das Lied erst Jahre später herausbrachte, entstand die Idee dazu offensichtlich in jenen Jahren um 1901 bis 1905, als das Leben der „Schmitze Billa“ eine so rasante Wende genommen hatte und ihre Villa zum fidelen Treffpunkt geworden war. Deren Ende deutete er – vielleicht in Kenntnis des Prozesses – an, indem er in der letzten Strophe davor warnte, dass der Lebenswandel der „Schmitze Billa“ nicht von langer Dauer und sie gezwungen sein könnte, ihr Geld wieder auf dem Markt zu verdienen.
Die Villa wurde 1938 abgerissen und durch das heutige Haus Weberstraße Nr. 49 ersetzt, das keine Gründerzeitfassade mehr aufweist. Die Hausnummer hat sich über die Jahrzehnte nicht verändert, wie die Bonner Adressbücher ausweisen. Auf einer Postkarte von 1905 kann man sehen, dass die Villa dem Nachbarhaus Nr. 47 sehr ähnelte (beide Häuser werden um 1914 bis 1922 auch als Einheit in den Adressbüchern geführt), das heute noch besteht und erahnen lässt, in welch beeindruckender Gründerzeitarchitektur die „Schmitz Billa“ ihre Gäste empfangen hat.